# Flutrimazol
Flutrimazol (łac. flutrimazolum) – organiczny związek chemiczny, pochodna imidazolu, lek o działaniu przeciwgrzybiczym.

## Wskazania
- grzybice powierzchowne skóry nieowłosionej
- grzybice skóry owłosionej twarzy
- łojotokowe zapalenie skóry
- łupież pstry
- łupież owłosionej skóry głowy

## Przeciwwskazania
- nadwrażliwość na lek
- nie stosować do oczu i na błony śluzowej

## Działania niepożądane
- uczucie pieczenia
- podrażnienia
- świąd skóry

## Preparaty
- Micetal – krem 1%, płyn do natryskiwania na skórę 1%, żel 1%

## Dawkowanie
Zewnętrznie, krem należy nanosić na miejsca chorobowo zmienione i ich okolice raz na dobę.